# Cantalpino
Cantalpino – gmina w Hiszpanii, w prowincji Salamanka, w Kastylii i León, o powierzchni 78,47 km². W 2011 roku gmina liczyła 1000 mieszkańców.